# Yōji Shinkawa
 (novembre 2019).
Si vous disposez d'ouvrages ou d'articles de référence ou si vous connaissez des sites web de qualité traitant du thème abordé ici, merci de compléter l'article en donnant les références utiles à sa vérifiabilité et en les liant à la section « Notes et références ».
Yōji Shinkawa (新川 洋司, Shinkawa Yōji) est un illustrateur japonais né le 25 décembre 1971 à Hiroshima. Il est réputé pour ses travaux de character designer et de mecha designer sur les séries de jeux vidéo Metal Gear et Zone of the Enders.

## Biographie
Shinkawa est né le 25 décembre 1971 à Hiroshima.
Après avoir graduée de l'Université Kyoto Seika, Yōji Shinkawa entre chez Konami en 1994 et intègre l'équipe d'Hideo Kojima. Il travaille d'abord sur le jeu Policenauts, comme débogueur sur la version NEC PC-9821 puis comme graphiste sur les versions 3DO et PlayStation.
En 1998, il est l'illustrateur en chef de Metal Gear Solid et garde ce rôle sur tous les opus suivants : Sons of Liberty, Snake Eater,  Guns of the Patriots. 
Il donne forme à des figures appréciées comme Solid Snake ou Revolver Ocelot et devient très populaire dans la communauté de joueurs. Il travaille aussi sur Zone of the Enders et sa suite, The 2d Runner. Son coup de crayon difficile à reproduire à l'écran fait régulièrement la couverture de la presse spécialisée et est mis en valeur dans différents artbooks.
En 2005, Yōji Shinkawa intègre une division nouvellement constituée nommée Kojima Productions. 
Yōji Shhinkawa a contribué au design de Metal Gear Rising, en particulier celui des boss.
En 2015, il quitte Konami pour intégrer le studio indépendant d'Hideo Kojima. Il est désormais directeur artistique sur le jeu vidéo Death Stranding, alors en cours de développement. Parallèlement à ce dernier, il réalise les personnages de Left Alive pour le compte de Square Enix.
Shinkawa fut inspiré par des dessinateurs d'anime et de manga comme Yoshikazu Yasuhiko et Yoshitaka Amano, et par des artistes occidentaux à l'image de Frank Miller, Aubrey Beardsley ou encore Willy Pogany. Il s'inspira d'artistes français comme Mœbius. Shinkawa utilisait un stylo-feutre - tout particulièrement le Pentel Brush Pen - ainsi qu' Adobe Photoshop et Corel Painter. Il est amateur d'heavy metal, et d'artistes tel que Megadeth, Rage, Killswitch Engage ou Yngwie Malmsteen,.

## Travaux

### Jeux vidéo
- Policenauts (1994)
- Metal Gear Solid (1998)
- Metal Gear Solid: Ghost Babel (2000)
- Zone of the Enders (2001)
- Metal Gear Solid 2: Sons of Liberty (2001)
- Zone of the Enders: The 2nd Runner (2003)
- Fu-un Shinsengumi (2004)
- Metal Gear Solid 3: Snake Eater (2004)
- Metal Gear 2: Solid Snake (2004/Réédition)
- Fu-un Bakumatsu-den (2005)
- Metal Gear Solid: Portable Ops (2006)
- Metal Gear Solid 4: Guns of the Patriots (2008)
- Metal Gear Solid: Peace Walker (2010)
- Busō Shinki Battle Masters Mk. II (2010)
- Metal Gear Rising: Revengeance (2013)
- Metal Gear Solid V: Ground Zeroes (2014)
- Metal Gear Solid V: The Phantom Pain (2015)
- Left Alive (2019)
- Death Stranding (2019)
- Death Stranding 2: On The Beach (2025)

### Personnages créés
Liste non exhaustive :
- Solid Snake (repris des jeux vidéo Metal Gear et Metal Gear 2: Solid Snake).
- Liquid Snake
- Solidus Snake
- Big Boss (repris des jeux vidéo Metal Gear et Metal Gear 2: Solid Snake).
- The Boss
- Master Miller (repris du jeu vidéo Metal Gear 2: Solid Snake).
- Revolver Ocelot
- Gray Fox (repris des jeux vidéo Metal Gear et Metal Gear 2: Solid Snake).
- Raiden
- Liquid Ocelot
- Psycho Mantis
- Skull Face
- Sniper Wolf
- Quiet
- EVA
- Hal Emmerich
- Huey Emmerich

### Illustration
- Pour les couvertures des pochettes des jeux Metal Gear Solid ainsi que Zone of the Enders
- Ses travaux d'illustration, recherches graphiques sont réunis sur les artbook :
  - The Art Of Metal Gear Solid
  - The Art Of Metal Gear Solid 2
  - The Art Of Metal Gear Solid 1.5
  - The Art of Metal Gear Solid 4: Master Art Work
  - The Art of Metal Gear Solid V
  - Visual Works of Anubis: Zone of the Enders
  - Call of Duty: Black ops III Zombies Chronicles Thème Dynamique